# Laurentiuskapelle (Degernau)

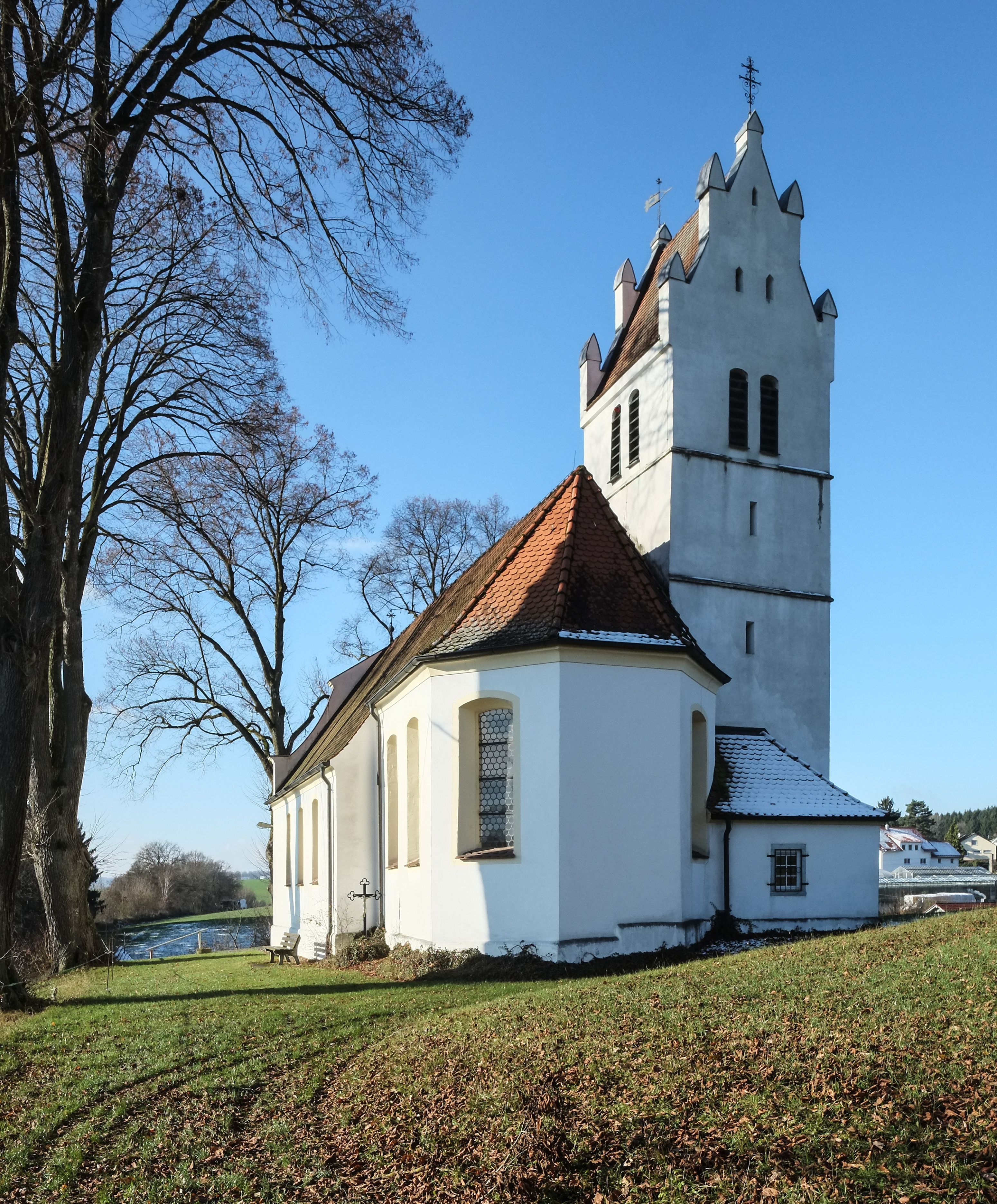
Laurentiuskapelle in Degernau

Die römisch-katholische Laurentiuskapelle steht in Degernau, einem Gemeindeteil von Ingoldingen im Landkreis Biberach in Baden-Württemberg. Die Kapelle gehört zum Dekanat Biberach der Diözese Rottenburg-Stuttgart. Das Denkmal ist nach § 28 des baden-württembergischen Denkmalschutzgesetzes beim Landesamt für Denkmalpflege Baden-Württemberg eingetragen.

## Beschreibung
Die 1763 barock ausgestattete Saalkirche besteht aus einem Langhaus, das mit einem Satteldach bedeckt ist, einem eingezogenen, dreiseitig geschlossenen Chor im Osten und einem im Kern gotischen Chorflankenturm an seiner Nordwand, der mit einem Geschoss aufgestockt, das den Glockenstuhl beherbergt, und mit einem Satteldach zwischen Staffelgiebeln bedeckt wurde. An der Nordwand des Langhauses wurde um 1800 eine Predigthalle angebaut.
Das Fresko im Innenraum des Langhauses mit der Darstellung des heiligen Laurentius stammt von Eustachius Gabriel.